# La Fuite (film)
Pour les articles homonymes, voir Fuite.
Pour plus de détails, voir Fiche technique et Distribution.
La Fuite (en russe : Бег, Beg) est un téléfilm soviétique d'Alexandre Alov et Vladimir Naoumov sorti en 1970. Il est adapté des pièces de théâtre de Mikhaïl Boulgakov La Fuite (1927),, La Garde blanche (1925) et La Mer noire (1936) dont l'histoire se déroule pendant la guerre civile russe,.
Le film est présenté en compétition au Festival de Cannes 1971.

## Synopsis
Année 1920. La guerre civile dans le sud de la Russie est presque terminée. Alors que l'armée rouge fait son entrée en Crimée, commence l'exode de tous ceux qui redoutent le changement du régime.
Dans le milieu d'émigration d'Istanbul se regroupent quelques-uns de ces réfugiés qui ne se seraient jamais rencontrés autrement, comme Serafima Korzoukhina sortie d'un milieu huppé, la femme d'officier Liusska Korsakova, le général Grigori Tchernota, le privat-docent Goloubkov et le général Khloudov hanté par la vision d'un soldat qu'il a fait jadis exécuter. Les privations en tout genre poussent ces hommes et femmes déracinés aux comportements extrêmes comme la mendicité et la prostitution. Goloubkov et le général Tchernota dans l'ultime tentative de sauver Serafima décident de se rendre à Paris où s'est installé le mari de la jeune femme. Ce voyage leur réserve bien des surprises.

## Fiche technique
- Titre : La Fuite
- Titre original : Бег (Beg)
- Réalisation : Alexandre Alov, Vladimir Naoumov
- Scénario : Alexandre Alov et Vladimir Naoumov d'après Mikhaïl Boulgakov
- Musique : Nikolaï Karetnikov
- Photographie : Levan Paatashvili
- Direction artistique : Aleksei Parkhomenko
- Costumes : Lydia Novi
- Production : Mosfilm
- Durée : 196 minutes
- Langue : russe
- Date de sortie :
  - URSS : 14 janvier 1971

## Distribution
- Lioudmila Savelieva : Serafima Korzoukhina
- Alexeï Batalov : Sergueï Goloubkov, professeur de l'Université d'État de Saint-Pétersbourg
- Mikhaïl Oulianov : Général Grigori Tchernota
- Vladislav Dvorjetski : Général Khloudov
- Evgueni Evstigneïev : Paramon Korzoukhine
- Tatiana Tkatch : Liusska Korsakova
- Vladimir Zamanski : Baev
- Nikolaï Olialine : Krapiline
- Bruno Freindlich : Général Wrangel
- Vladimir Bassov : Artur Arturovich
- Oleg Efremov : Colonel
- Nikolaï Sergueïev : menuisier
- Natalia Varley : fille avec une chevre
- Mikhaïl Glouzski : capitaine de Garde blanche
- Valery Zolotoukhine : chanteur de variétés
- Roman Khomiatov : Mikhaïl Frounze
- Pavel Vinnik : espion